# Застава Данске
Застава Данске, Dannebrog, је застава са црвеном (gules) основом на којој се налази бели (argent) скандинавски крст чији се кракови простиру до крајева заставе. Вертикални део крста је померен ка јарболу. Овакав крст је касније усвојен од других скандинавских земаља - Шведске, Норвешке, Финске и Исланда. Данска застава је била и званична застава Норвешке током данско-норвешке уније и касније, до 1821.
Данска краљевска јахта названа је према застави - Dannebrog. Данска застава је најстарија државна застава још у употреби, чије најраније неспорно помињање је из XIV века а легенда везује њен настанак за 1219. годину и битку код Линданиса/Валдемара када је наводно пала са неба и донела Данцима победу.